# 乡亚里砂
乡亚里砂（日语：／ Gō Arisa，1987年12月12日—），日本女子速度滑冰运动员，2016–17年世界杯长野站女子短距离团体追逐金牌得主、2016–17年世界杯海伦芬站女子短距离团体追逐金牌得主、2017年亚洲冬季运动会女子500米铜牌得主。